# Abbazia di Maubeuge
L'abbazia di Mauberge fu una casa di religiose a  Maubeuge, nel nord dell'attuale Francia, nei pressi del confine con l'attuale Belgio. Fu eretta da santa Aldegonda ed è stata il luogo di formazione giovanile del pittore rinascimentale Jan Gossaert, noto con il soprannome di Mabuse.

## Storia
L'abbazia venne fondata come monastero doppio da santa Aldegonda nel 661, che ne fu la prima badessa fino al suo decesso nel 684 e che vi venne sepolta.
Le succedettero le nipoti, prima Aldetrude e quindi Madelberta. L'abbazia adottò presto la regola benedettina e divenne solo femminile, trasformandosi in una comunità di canonichesse.
Nell'864, nell'ambito del Trattato di Meerssen, che divise la Lotaringia, divenne un'abbazia imperiale. Nell'XI secolo la badessa di  Mauberge fu una eminente figura del potere locale.
L'abbazia venne sciolta durante la  Rivoluzione francese nel 1791.

## Badesse
- Santa Aldegonda (661 - 684 †)
- Santa Aldetrude (684 - 696)

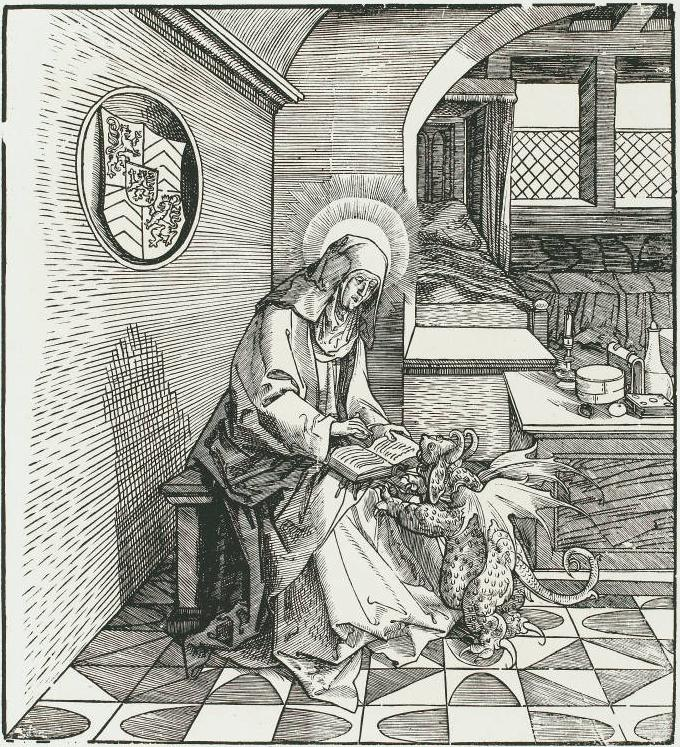
Sant'Amalberga (o Madalberta)

- Santa Madelberta o Amalberga (696 - 705 † )
- Théotrade (nk - 935 †)
- Ansoalde (1012)
- Guiscende (1106)
- Fredescente (1106)
- Chrestienne (1138)
- Frehesecende (1149)
- Liduide (1171)
- Cristina (1173)
- Ermengarda (1175)
- Emma (1177–1202)
- Eusilia (1213)
- Eusiia (1235–1245)
- Margherita di Fontaine (1247–1278)
- Elisabetta (1278–1292)
- Beatrice di Faukemont (1292–1339)
- Maria di Faukemont (1351–1371)
- Gertrude di Trazegnies (1381–1429)
- Margherita di Gavre, detta d'Hérimez (1429 - 1443 †)
- Péronne de Landas (1444–1467)
- Iolanda di Gavre (1468–1482)
- Antoinetta di Hénin-Liénard, detta di Fontaine (1483)
- Michela di Gavre (1507–1547)
- Francesca di Nouvelle (1548 - 1557 †)
- Marghera di Hinckart (1558 - 1578 †)
- Antoinetta di Sainzelle (1581–1596)
- Cristina di Bernaige (1599–1624)
- Bona di Haynin (1625–1643)
- Mara di Noyelles (1644 - 1654 †)
- Margherita d'Oignies (1655)
- Ferdinanda di Bernaige (1660–1669)
- Anna-Cristina di Beaufort (1672–1698)
- Chiara-Giacintha di Noyelles (1699–1719)
- Isabella-Filippina di Hornes (1719–1741)
- Maria Teresa Carlotta di Croï (1741–1774)
- Adriana-Fiorenza di Lannoy (1775–1791)